# 산마리노의 여자 축구
산마리노에서 여자 축구는 그리 인기 있는 스포츠가 아니며, 프로 축구 선수와 프로 축구팀 역시 없다. 산마리노 축구 연맹이 여자 축구에 할당하는 예산은 전체의 약 5% 미만으로, 남자 축구의 1/4에 미치지 못하는 수준이다.
2020년에 산마리노 최초의 여자 축구팀인 산마리노 아카데미가 창단되었으며, 현재 이탈리아 세리에 A에 소속되어 있다.